# The F.A. Premier League Football Manager 99
The FA Premier League Football Manager 99 je prva Electronic Artsova Manager videoigra. Igra je ujedno i prva u istoimenom Premier League Football Manager serijalu. Proizvođač igre je Electronic Arts, a izdana je 1998. od EA Sportsa. Ovaj žanr videoigara, nogometni menadžment, postao je hit, a FIFA Manager serijal se održao do danas.

## Vanjske poveznice
- GameFaqs - The FA Premier League Football Manager 99